# Heiden (Duitsland)
Heiden is een plaats en gemeente in de Duitse deelstaat Noordrijn-Westfalen, gelegen in de Kreis Borken. De gemeente telt 8.204 inwoners (31 december 2020) op een oppervlakte van 53,39 km². 

## Delen van de gemeente
Heiden bestaat uit het gelijknamige, grote dorp en verder uit enige gehuchten (Bauerschaften) daaromheen, zie het plattegrondje.

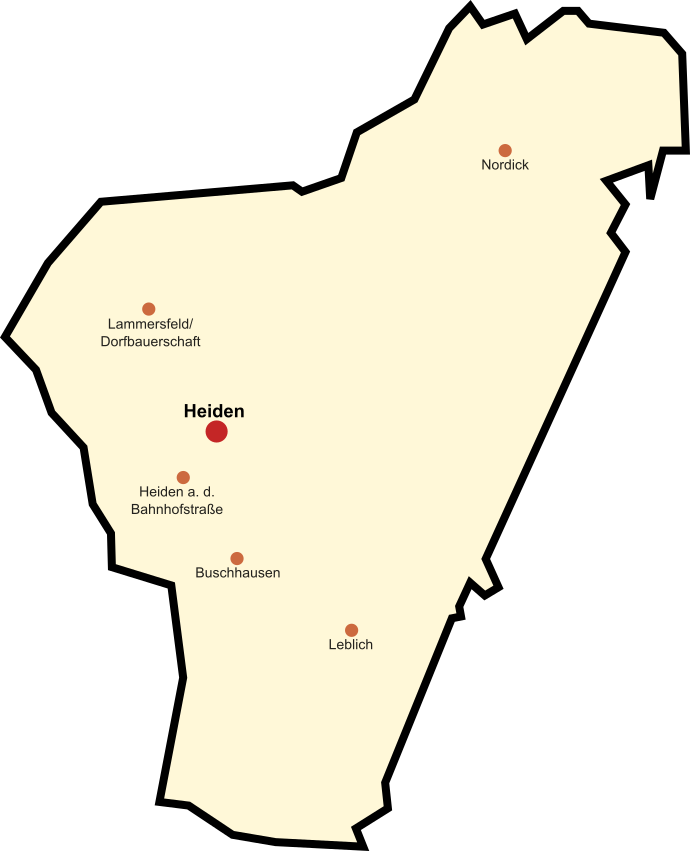
Heiden en de omliggende gehuchten

## Ligging, infrastructuur
Heiden ligt aan de zuidrand van een van west naar oost lopende heuvelrug, die bijna 5 km lang en gemiddeld 2 km breed is, en Die Berge genoemd wordt. Het hoogste punt hiervan, de Tannenbültenberg, is 107 meter boven zeeniveau. De heuvelrug is tot 2006 ten dele militair oefenterrein  geweest, maar is daarna grotendeels tot natuurreservaat uitgeroepen.

### Buurdorpen en -steden
- In het zuiden: Rhade, gemeente Dorsten
- In het zuidwesten: Erle, gemeente Raesfeld
- In het westen: Marbeck, gemeente Borken
- In het noordwesten: Borken
- In het noorden: Ramsdorf, gemeente Velen
- In het noordoosten: Velen
- In het oosten: Reken
- In het zuidoosten: Lembeck, gemeente Dorsten.

### Infrastructuur

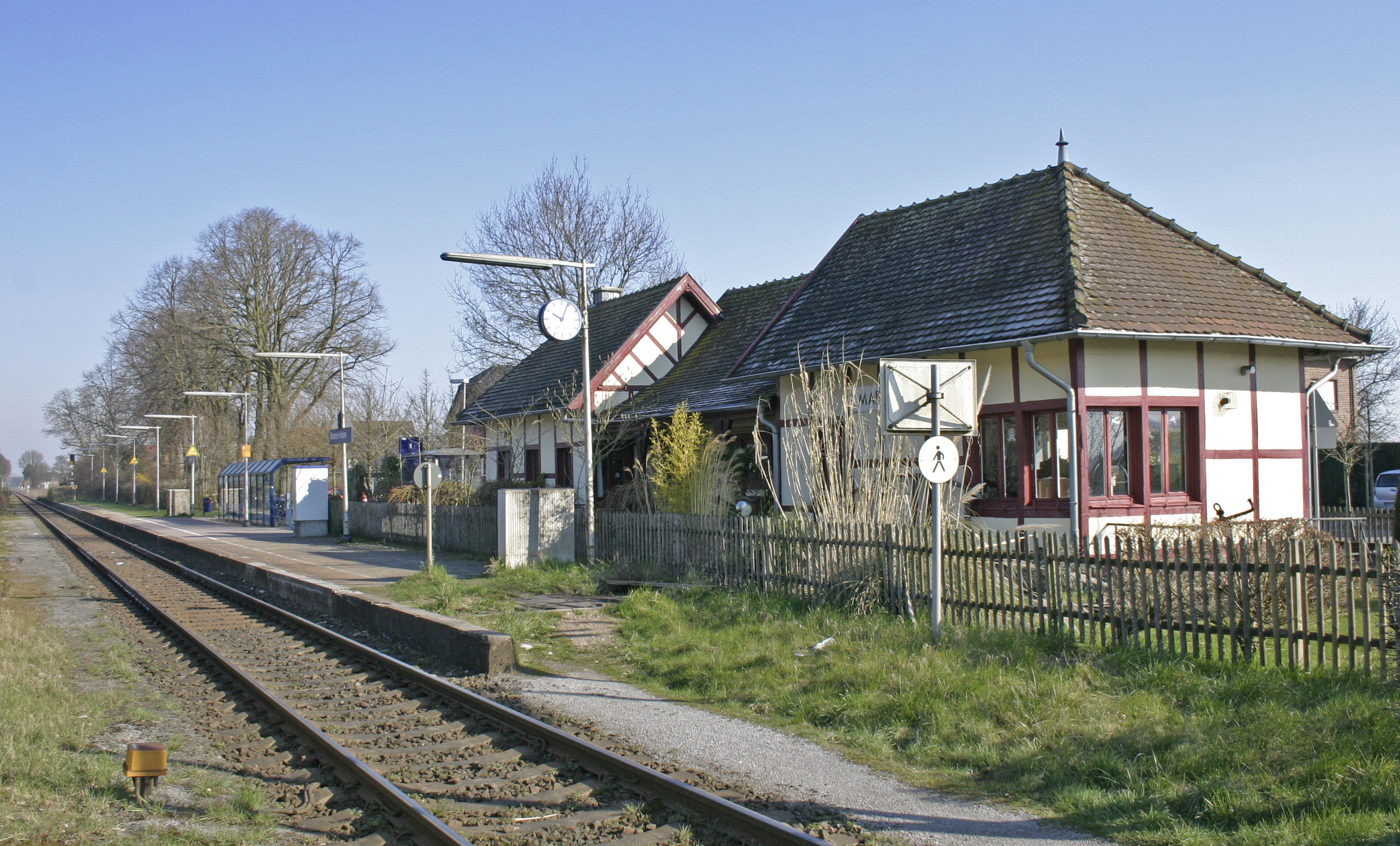
Spoorweghalte Marbeck-Heiden

De Autobahn A 31 loopt van noord naar zuid tussen Heiden en Reken. Van afrit 35 Reken van deze Autobahn loopt een bijna 4 km lange weg  in west-noordwestelijke richting naar het dorp Heiden toe. De Bundesstraße 67 loopt van Borken westelijk en noordwestelijk om Heiden heen naar afrit 34 van de A 31 en oostwaarts naar Maria Veen bij Reken.
Op de grens van Marbeck, gemeente Borken, en Heiden ligt, 2½ km ten westen van het dorp Heiden, de spoorweghalte Marbeck-Heiden. Hier stoppen 1 x per uur, soms 1 x per twee uur, stoptreinen van de spoorlijn Borken- Dorsten- Gelsenkirchen. Een aansluitende buurtbus verzorgt eens per twee uur een aansluiting met het centrum van Heiden. Verder rijden streekbussen min of meer frequent naar Borken en Reken v.v..
Door de gemeente stromen talrijke onbevaarbare beken, waarvan de meeste via de Aa-strang uiteindelijk in de Oude IJssel uitmonden. Deze waterlopen zijn alleen van belang voor de waterhuishouding en vanwege de natuurwaarde van de beekdalen en -oevers.

## Economie
Aan de weg, die van de oostkant van het dorp naar de A 31 leidt, ligt het plaatselijke industrieterrein. Afgezien van een tamelijk groot, in geheel Noord-Duitsland actief aannemersbedrijf en een kleine, maar in geheel Duitsland opererende groothandel in schaakstukken en -borden, is hier alleen midden- en kleinbedrijf van lokaal of hoogstens regionaal belang gevestigd.
Heiden bestaat verder vooral van het toerisme; in en om het dorp staan naar verhouding veel op (fiets-)toeristen gerichte horecagelegenheden.

## Geschiedenis
De oudste sporen van menselijke bewoning van de streek zijn de hunebedden, waarvan het exemplaar Düwelsteene, ondanks een "wetenschappelijk onderzoek" uit de 18e eeuw en het wegbreken van enkele stenen, na restauraties in 1932 en 2006 redelijk goed bewaard is gebleven. Het stamt van mensen van de Trechterbekercultuur (ca. 3200-2500 jaar vóór de jaartelling), dus uit de Jonge Steentijd.
Heiden deelde van de middeleeuwen tot de Napoleontische tijd  doorgaans de politieke lotgevallen van het Prinsbisdom Münster, en in de 19e eeuw het Koninkrijk Pruisen en daarna het Duitse Keizerrijk. Belangrijke historische feiten zijn niet overgeleverd.

## Bezienswaardigheden
- In de gemeente Heiden zijn diverse restanten van hunebedden, waarvan de Düwelsteene (Sprockhoff-Nr. 985) de bekendste zijn. Dit hunebed ligt enkele kilometers ten oostnoordoosten van het dorp.
- De gemeente ligt in het Münsterland, dat bekend is om zijn mogelijkheden voor fietstoerisme. De bosrijke omgeving van Heiden (vooral ten noorden en oosten van het dorp) leent zich ook goed voor wandeltochten. De gemeente telt enkele campings.

## Foto's

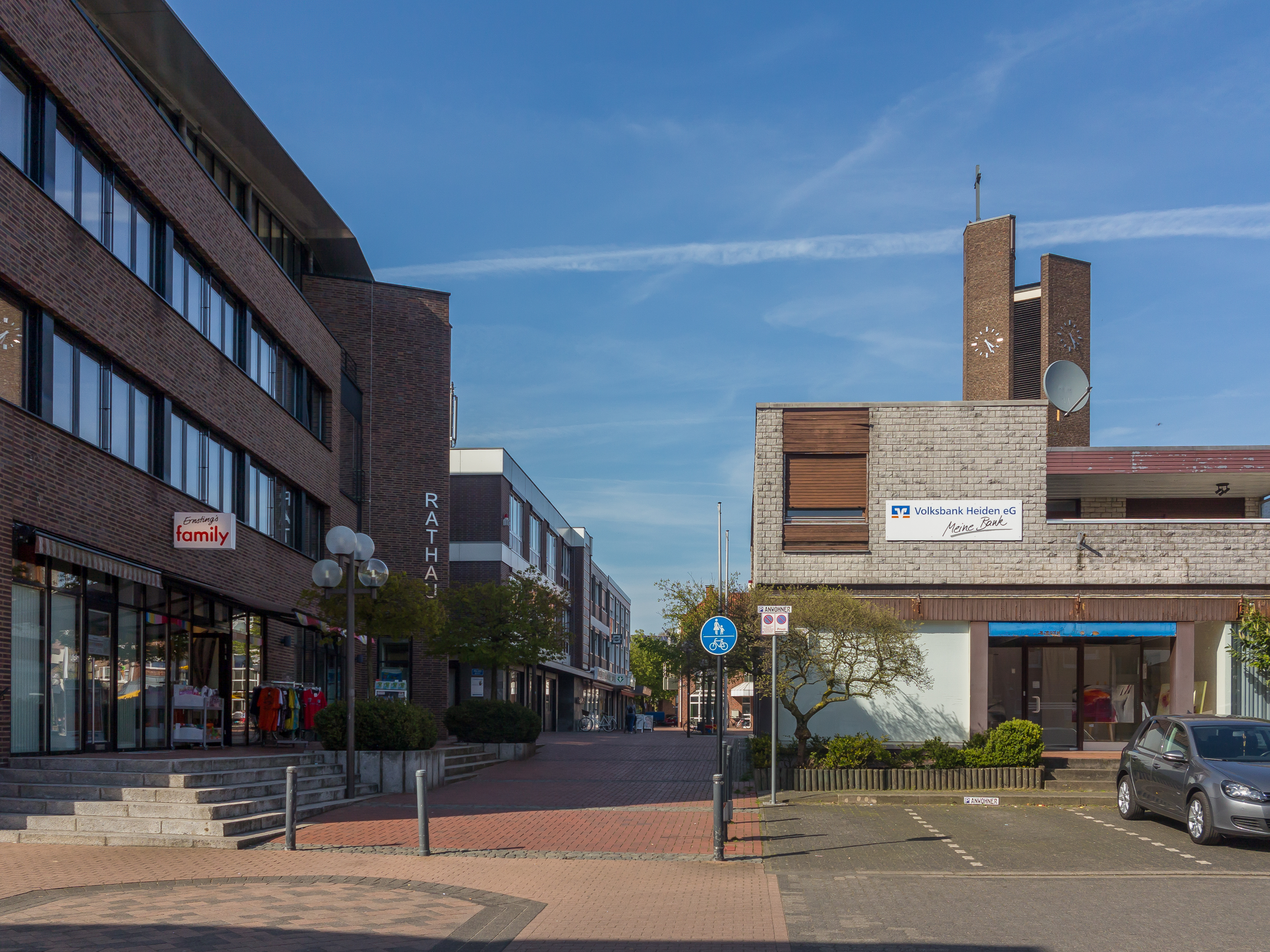
Heiden, gemeentehuis, kerk en bank
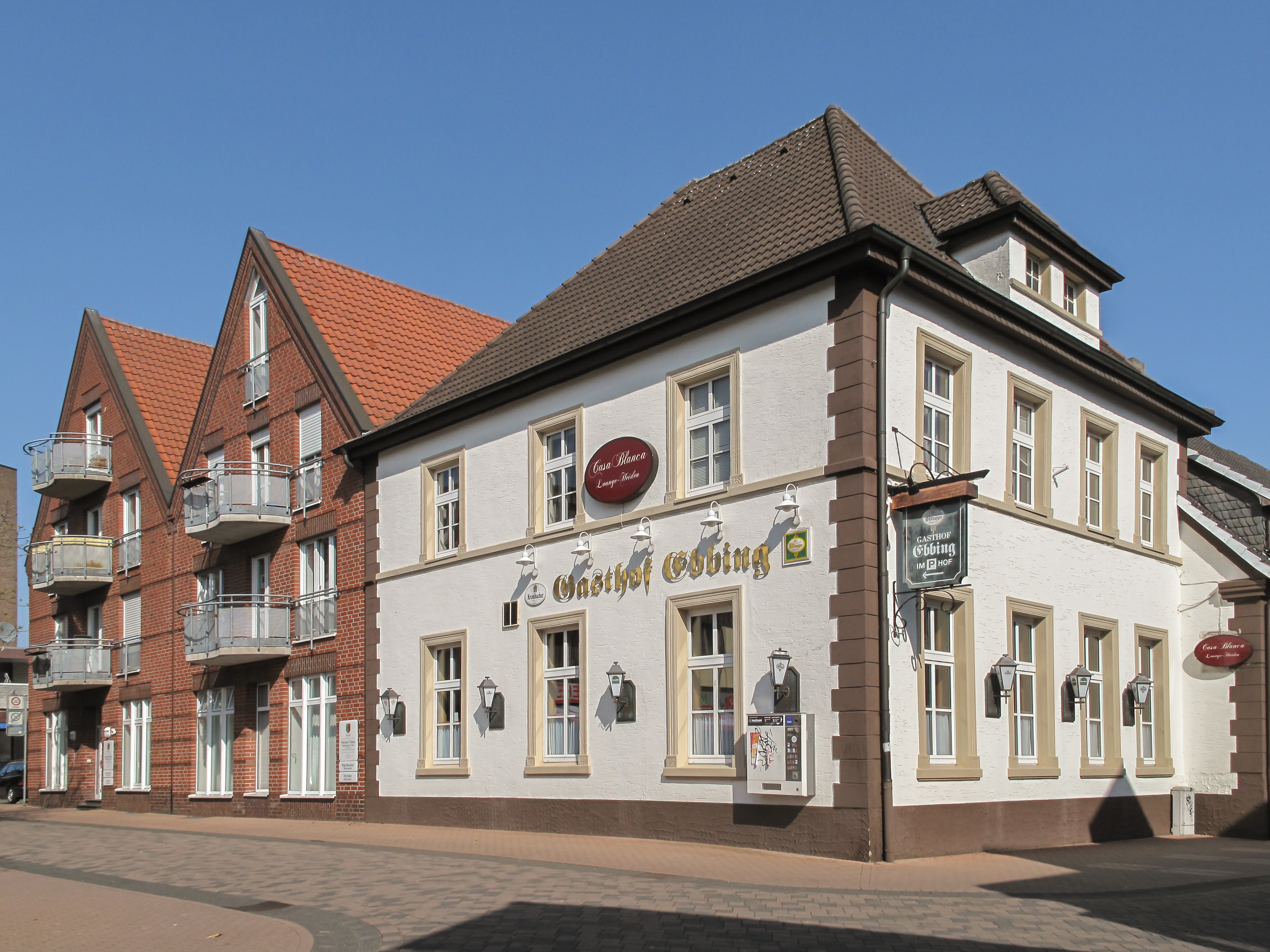
Heiden, Gasthof in straatzicht
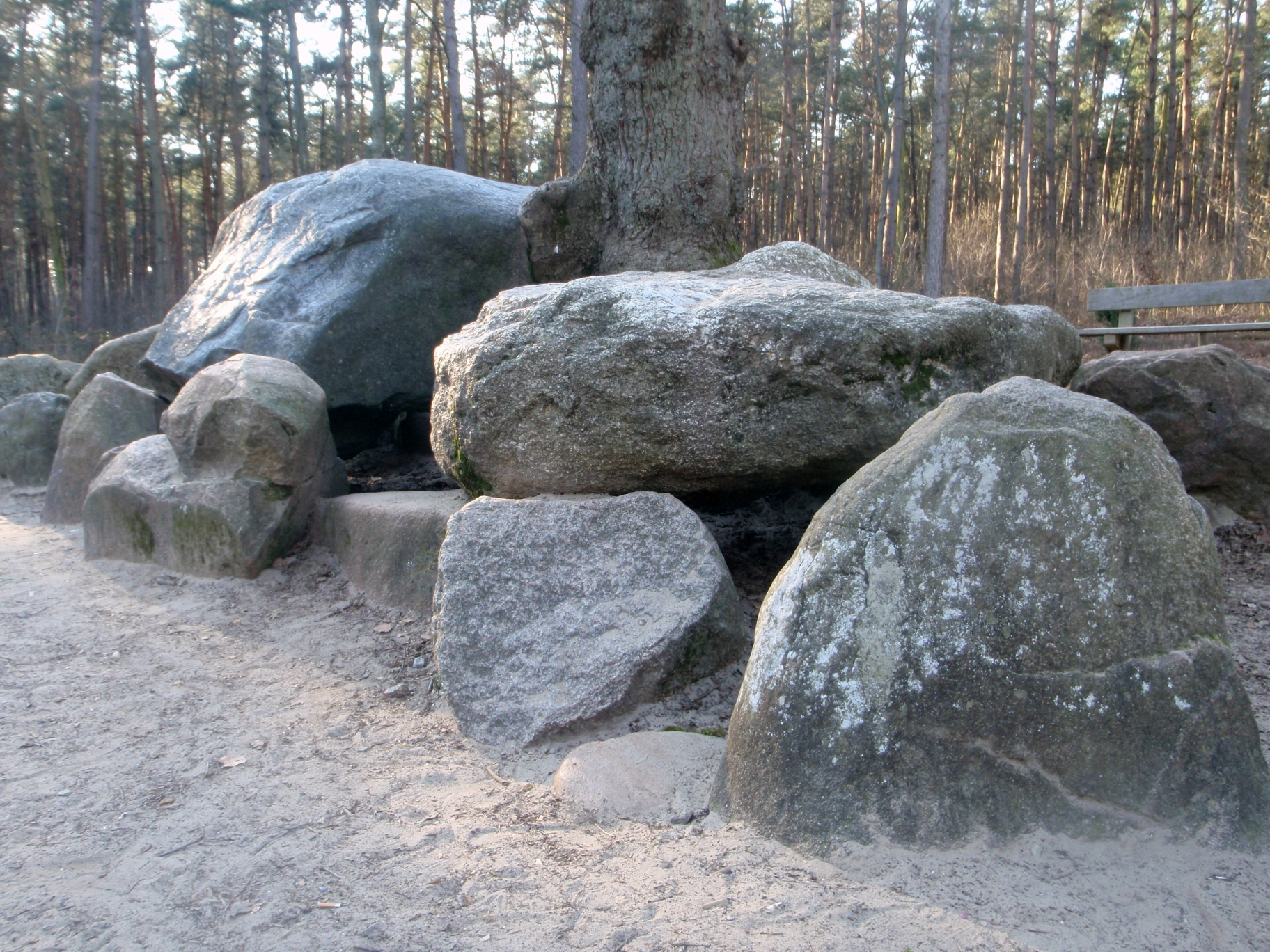
Heiden, Düwelsteene
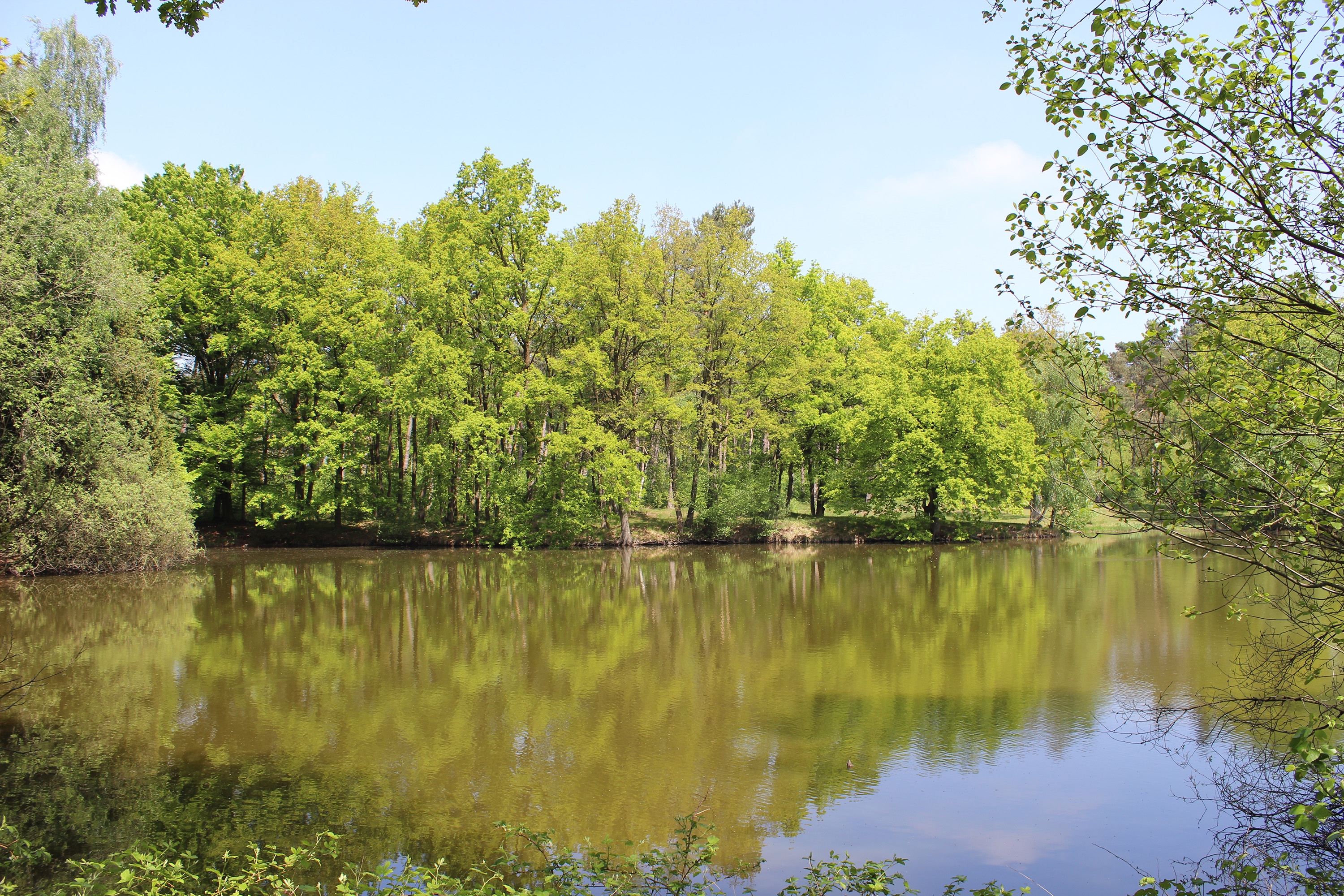
De Römersee, een recreatieplas op één van de campings van Heiden
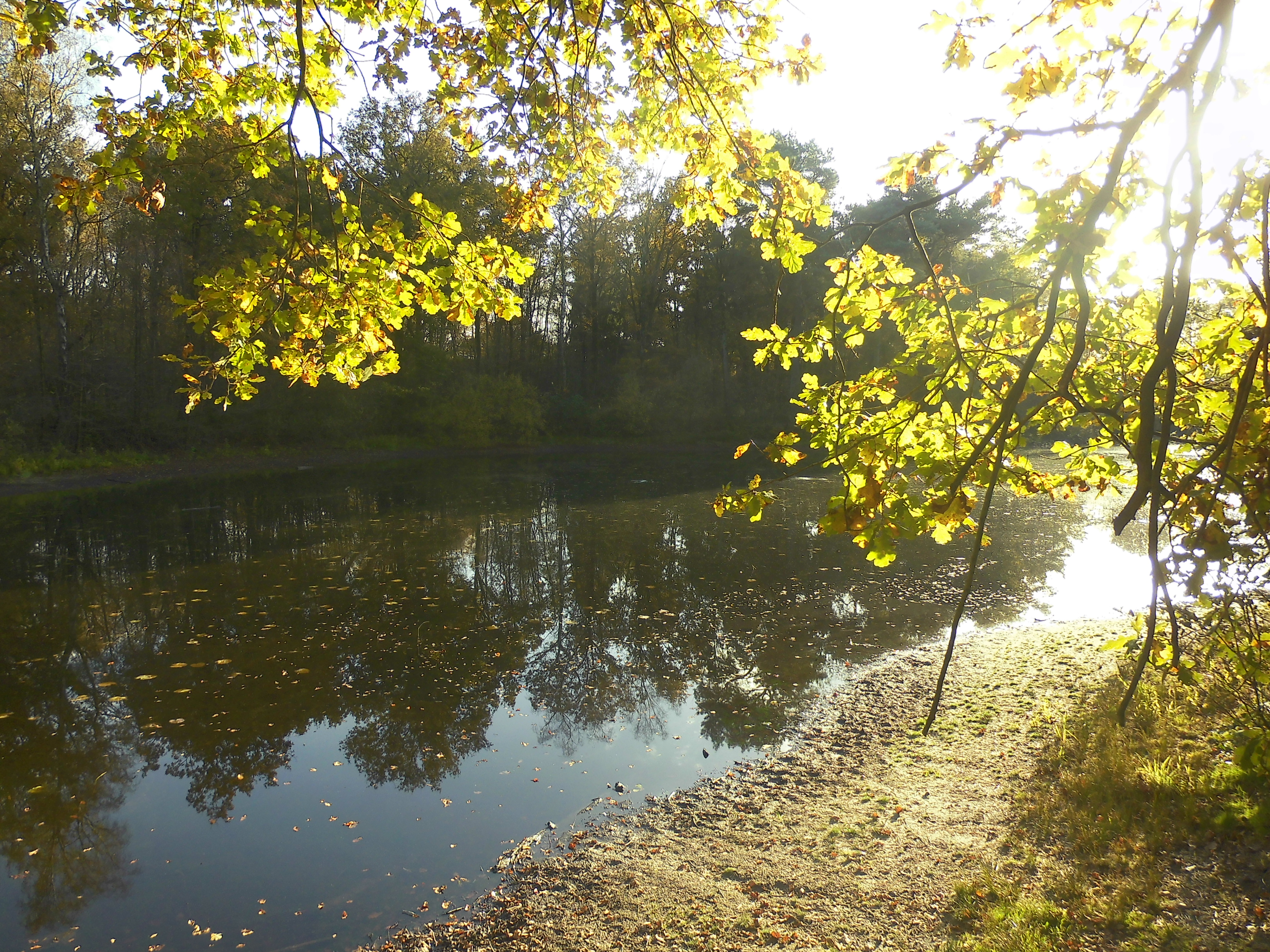
Het 748 m2 grote ven Kranenmeer, een klein natuurreservaat in het zuiden van de gemeente Heiden

## Partnergemeentes
- Heilbad Heiligenstadt, Duitsland (geen jumelage, maar slechts een minder intensieve Städtefreundschaft)
- Lancaster (Wisconsin), USA
- Rybno, Polen.

## Trivia
Over het hunebed Düwelsteene worden vele sagen en legenden verteld, waaronder:
- Eens, lang geleden, zou de duivel, op weg naar Aken om de Dom van Aken te vernielen, een schoenmakersknechtje uit Heiden hebben ontmoet. De duivel droeg op zijn rug een enorme zak, waarin vele grote keien zaten. De schoenmakersjongen had 12 paar versleten schoenen bij zich. De duivel vroeg hem, hoe ver het nog was naar Aken. De jongen herkende de duivel aan zijn paardenvoet, en kreeg een kwaad voorgevoel. Hij antwoordde daarop dat hij zelf juist van Aken hierheen was komen lopen, en al de paren schoenen, die hij bij zich had, onderweg had versleten. Het was dus enorm ver weg. Daarop raakte de duivel ontmoedigd. In zijn teleurstelling smeet hij de stenen van zich af, en zo bleven de duivelsstenen hier liggen.
- Men vraagt vaak, o.a. aan kinderen, om de Düwelsteene te tellen. En daarna nog eens. Omdat de duivel dan stiekem een steen erbij legt, of weghaalt, komt er na iedere keer tellen een ander resultaat uit.

Ahaus · Bocholt · Borken ·
Gescher · Gronau · Heek · Heiden · Isselburg · Legden · Raesfeld · Reken · Rhede · Schöppingen · Stadtlohn · Südlohn · Velen · Vreden